# Aleksandar Aleksandrov (voetballer, april 1986)
Aleksandar Dragomirov Aleksandrov (Bulgaars: Александър Драгомиров Александров) (Sjoemen, 13 april 1986) is een Bulgaars voormalig voetballer die doorgaan speelde als centrale verdediger. Tussen 2004 en 2017 was hij actief voor Tsjernomorets Boergas, Tsjerno More Varna, Ludogorets, Levski Sofia en opnieuw Tsjerno More Varna. Aleksandrov maakte in 2013 zijn debuut in het Bulgaars voetbalelftal en kwam uiteindelijk tot vijftien interlands.

## Clubcarrière
Aleksandrov speelde in de jeugdopleiding van Volov Sjoemen, maar hij brak in het profvoetbal door bij Tsjernomorets Boergas. Aldaar speelde hij zevenentwintig wedstrijden, alvorens hij in 2005 aangetrokken werd door competitiegenoot Tsjerno More Varna. Acht jaar lang was Aleksandrov voor die club actief en hij was een vaste basisspeler. In 2011 verlengde hij zijn verbintenis nog tot 2013. Nadat dit contract was afgelopen, tekende de verdediger in januari 2014 bij regerend kampioen Ludogorets. In zijn eerste halve seizoen bij de club won hij de landstitel en de beker. Bij Ludogorets ontwikkelde hij zich nimmer tot vaste basisspeler en in januari 2016 werd Levski Sofia zijn nieuwe club. Anderhalf jaar later keerde Aleksandrov terug naar Tsjerno More Varna. In januari 2018 liet hij hier zijn contract ontbinden. Hierop besloot hij ook een punt achter zijn actieve loopbaan te zetten.

## Interlandcarrière
Zijn debuut in het Bulgaars voetbalelftal maakte Aleksandrov op 30 mei 2013, toen er met 0–2 gewonnen werd van Japan. Van bondscoach Ljoeboslav Penev mocht de verdediger vijf minuten voor rust in het veld komen voor Iliya Milanov. De andere debutant dit duel was Yordan Hristov (Botev Plovdiv).
| Interlands van Aleksandar Aleksandrov voor Bulgarije | Interlands van Aleksandar Aleksandrov voor Bulgarije | Interlands van Aleksandar Aleksandrov voor Bulgarije | Interlands van Aleksandar Aleksandrov voor Bulgarije | Interlands van Aleksandar Aleksandrov voor Bulgarije | Interlands van Aleksandar Aleksandrov voor Bulgarije |
| №                                                    | Datum                                                | Wedstrijd                                            | Uitslag                                              | Competitie                                           | Goals                                                |
| Als speler bij Tsjerno More Varna                    | Als speler bij Tsjerno More Varna                    | Als speler bij Tsjerno More Varna                    | Als speler bij Tsjerno More Varna                    | Als speler bij Tsjerno More Varna                    | Als speler bij Tsjerno More Varna                    |
| ---------------------------------------------------- | ---------------------------------------------------- | ---------------------------------------------------- | ---------------------------------------------------- | ---------------------------------------------------- | ---------------------------------------------------- |
| 1                                                    | 30 mei 2013                                          | Japan – Bulgarije                                    | 0 – 2                                                | Vriendschappelijk                                    |                                                      |
| 2                                                    | 4 juni 2013                                          | Kazachstan – Bulgarije                               | 1 – 2                                                | Vriendschappelijk                                    |                                                      |
| Als speler bij Ludogorets                            |                                                      |                                                      |                                                      |                                                      |                                                      |
| 3                                                    | 28 maart 2015                                        | Bulgarije – Italië                                   | 2 – 2                                                | EK 2016 kwalificatie                                 |                                                      |
| 4                                                    | 8 juni 2015                                          | Bulgarije – Italië                                   | 4 – 0                                                | Vriendschappelijk                                    |                                                      |
| 5                                                    | 12 juni 2015                                         | Malta – Bulgarije                                    | 0 – 1                                                | EK 2016 kwalificatie                                 |                                                      |
| 6                                                    | 3 september 2015                                     | Bulgarije – Noorwegen                                | 0 – 1                                                | EK 2016 kwalificatie                                 |                                                      |
| 7                                                    | 6 september 2015                                     | Italië – Bulgarije                                   | 1 – 0                                                | EK 2016 kwalificatie                                 |                                                      |
| 8                                                    | 10 oktober 2015                                      | Kroatië – Bulgarije                                  | 3 – 0                                                | EK 2016 kwalificatie                                 |                                                      |
| 9                                                    | 13 oktober 2015                                      | Bulgarije – Azerbeidzjan                             | 2 – 0                                                | EK 2016 kwalificatie                                 |                                                      |
| Als speler bij Levski Sofia                          |                                                      |                                                      |                                                      |                                                      |                                                      |
| 10                                                   | 25 maart 2016                                        | Portugal – Bulgarije                                 | 0 – 1                                                | Vriendschappelijk                                    |                                                      |
| 11                                                   | 3 juni 2016                                          | Japan – Bulgarije                                    | 7 – 2                                                | Vriendschappelijk                                    |                                                      |
| 12                                                   | 7 juni 2016                                          | Bulgarije – Denemarken                               | 0 – 4                                                | Vriendschappelijk                                    |                                                      |
| 13                                                   | 7 oktober 2016                                       | Frankrijk – Bulgarije                                | 4 – 1                                                | WK 2018 kwalificatie                                 |                                                      |
| 14                                                   | 10 oktober 2016                                      | Zweden – Bulgarije                                   | 3 – 0                                                | WK 2018 kwalificatie                                 |                                                      |
| 15                                                   | 13 november 2016                                     | Bulgarije – Wit-Rusland                              | 1 – 0                                                | WK 2018 kwalificatie                                 |                                                      |

## Erelijst
| Parva Liga | 2 | 2013/14, 2014/15 |
| Beker      | 1 | 2013/14          |